# Jon Krakauer
Jon Krakauer (Brookline, Massachusetts; 12 de abril de 1954) es un periodista, escritor y montañero estadounidense, reconocido por sus libros sobre alpinismo. En 2003 incursionó en el campo del periodismo de investigación.

## Sus inicios
Krakauer nació en Brookline, Massachusetts pero creció en Corvallis, Oregón, desde los dos años. Fue el tercero de cinco hermanos. Compitió en tenis en Corvallis High School y se graduó en 1972. Estudió en Hampshire College en Massachusetts, obteniendo su título en estudios medioambientales en 1976. En 1977, conoció a la escaladora Linda Mariam Moore, con quien se casaría tres años después.

## Montañismo
En 1974, Krakauer formó parte de un grupo de siete amigos que escalaron el Arrigetch Peaks de la cordillera de Brooks en Alaska y fue invitado por la American Alpine Journal para escribir acerca de sus experiencias. Aunque nunca lo esperó ni recibió ninguna paga, se mostró entusiasmado cuando el Journal publicó sus artículos. Un año después de graduarse de la universidad, escaló una nueva ruta en el Devil's Thumb en el Stikine Icecap en la región de Alaska, una experiencia que describió en su libro Eiger Dreams. En 1975, él y dos personas más hicieron el segundo ascenso del Moose's Tooth, un pico altamente peligroso en Alaska Range.
Entre sus logros más destacados en el ámbito del montañismo, se cuenta el haber escalado en 1992 la cara occidental del Cerro Torre, localizado en la Patagonia en la frontera de Argentina y Chile, sobre la cordillera de los Andes, y considerado en ese entonces como una de las montañas más difíciles en el mundo.
En 1996 subió al monte Everest para hacer un reportaje para la revista Outside.

## Publicaciones en revistas
Gran parte de la popularidad de Krakauer como escritor se debe a su actuación como periodista de la revista Outside. En noviembre de 1983, logró abandonar sus trabajos temporales como pescador y carpintero, para dedicarse a tiempo completo a la escritura. Sus publicaciones freelance mostraban una importante variedad; por citar un ejemplo, Krakauer escribía una columna mensual sobre fitness para la revista Playboy, y al mismo tiempo publicó numerosos artículos sobre montañismo en otros medios. Sus trabajos también aparecieron en el Smithsonian, National Geographic, Rolling Stone y Architectural Digest.

## Libros de no ficción
Su best seller Hacia rutas salvajes fue publicado en 1996, y permitió a Krakauer obtener la reputación de notable escritor de aventuras. Este libro se basa en la historia real de Christopher McCandless, un joven proveniente de una familia de Estados Unidos, tras graduarse en la universidad, donó todo su dinero a obras de caridad y se embarcó en un viaje por el oeste americano bajo el nombre de "Alexander Supertramp". Dos años después, McCandless fue encontrado muerto en la desolación de Alaska. En su libro, Krakauer traza paralelismos entre sus propias experiencias y motivaciones y aquellas que guiaron a McCandless a su trágico final. Krakauer también narra la historia de Everett Ruess, un joven artista que desapareció en el desierto de Utah en 1934, cuando tenía solo 20 años.
En mayo de 1996, mientras cumplía tareas como enviado especial por parte de la revista Outside, Krakauer formó parte de una de las cuatro expediciones que sufrieron víctimas fatales al verse inmersas en una tormenta mientras intentaban hacer cumbre en el monte Everest. Su narración hace foco en dos de las expediciones: la suya, que era liderada por Rob Hall, y la encabezada por Scott Fischer. Ambas lograron llegar con varios clientes a la cumbre de la montaña, pero sufrieron grandes dificultades en el momento del descenso. La tormenta y, en la opinión del autor, una serie de decisiones desafortunadas por parte de los guías de ambas expediciones, tuvieron como consecuencia varias muertes, entre las que se contaron las de los dos líderes. Tras la publicación de su artículo en la revista, Krakauer fue criticado por otros montañistas debido a su reseña personal de lo ocurrido en el Everest. Algunos de los miembros de las expediciones involucradas no compartieron los puntos de vista que Krakauer sugirió como desencadenantes del desastre. Por otro lado, Krakauer no quedó conforme con la cobertura de su artículo sobre los hechos acaecidos, e investigaciones posteriores lo llevaron a revisar algunos de los datos presentados. En 1997, expandió su artículo de septiembre de 1996 publicado en Outside en un libro que se transformaría en su obra más conocida, Into Thin Air. El libro alcanzó el primer puesto entre los best sellers de no ficción en el listado del New York Times y estuvo nominado entre las tres obras finalistas en la categoría de no ficción del Premio Pulitzer de 1998. Como resultado de sus narraciones sobre la vida al aire libre, Krakauer obtuvo el Premio de Literatura de 1999 de parte de la Academia Norteamericana de Arte y Letras.
En el 2003, Under the Banner of Heaven se convirtió en el tercer best seller de no ficción escrito por Krakauer. En este libro, el autor analiza creencias religiosas radicales, haciendo foco en el Mormonismo. Krakauer analiza específicamente la práctica de la poligamia entre los mormones fundamentalistas, y establece el papel que jugó en el contexto histórico de la religión mormona. Gran parte del libro se dedica a los hermanos Lafferty, quienes cometían asesinatos en nombre de su fe. Los críticos del libro sostienen que se trata de un injusto ataque a la Iglesia de Jesucristo de los Santos de los Últimos Días y a la religión en general.
Desde el 2004, Krakauer edita la serie de Exploración de Modern Library.

## Críticas
Algunos miembros de las expediciones citadas en "Into Thin Air" objetaron la caracterización de los hechos presentada por Krakauer. Anatoli Boukreev, uno de los guías, volcó su propia versión de los hechos en el libro ‘The Climb’ (citando diarios personales y comunicaciones de radio realizadas en los días de la tragedia), en el cual refuta la visión de Krakauer. Boukreev, cuya actuación en 1996 había sido criticada por Krakauer, sostuvo hasta su muerte al año siguiente que "Into Thin Air" presentaba una versión distorsionada de lo ocurrido.
La Iglesia de Jesucristo de los Santos de los Últimos Días criticó el libro "Under the Banner of Heaven", declarando que "este libro no es historia, y Krakauer no es un historiador. Se trata de un narrador que distorsiona los hechos reales para que una historia resulte interesante. Su tesis básica pareciera ser que las personas religiosas son irracionales, y que las personas irracionales hacen cosas extrañas". La congregación remitió al Boston Globe, al Wall Street Journal y al Christian Science Monitor pasajes del libro que consideró que confundían a los lectores.
En respuesta a esta crítica, Krakauer resaltó las reseñas positivas que su obra recibió y citó al académico D. Michael Quinn, quien había escrito que "la trágica realidad es que ha habido ocasiones en que líderes eclesiásticos, maestros y escritores no han dicho la verdad a pesar de que estaban al tanto sobre los puntos grises en el pasado de los mormones. En cambio, hablaron sobre la Iglesia de Jesucristo de los Santos de los Últimos Días con medias verdades, omisiones y datos fácilmente rebatibles". Krakauer escribió: "Resulta ser que comparto las opiniones del Dr. Quinn en este tema".

## Obra escogida
- Sueños del Eiger, aventuras entre los hombres y las montañas (Eiger Dreams: Ventures Among Men and Mountains, 1990), trad. Juan Pedro Campos (Barcelona: Península, 2000)
- Hacia rutas salvajes (Into the Wild, 1996), trad. Albert Freixa i Vidal (Barcelona: Ediciones B, 1998)
- Mal de altura (Into Thin Air, 1997), trad. Luis Murillo Fort (Barcelona: Ediciones B, 1999)
- Obedeceré a Dios: Dios, los mormones y el fanatismo religioso (Under the Banner of Heaven: A Story of Violent Faith, 2003), trad. José Manuel Álvarez Flórez (Barcelona: Península, 2004)
- Donde los hombres alcanzan toda gloria: la odisea de Pat Tillman (Where Men Win Glory: The Odyssey of Pat Tillman, 2009), trad. Enrique Maldonado (Madrid: Capitán Swing, 2015)
- Krakauer esencial: reflexiones sobre el riesgo y la condición humana (Classic Krakauer: Essays on Wilderness and Risk, 2019), trad. Ton Gras y Alberto Delgado (Barcelona: GeoPlaneta, 2020)